# 1990 год в кино

## Фильмы

### Мировое кино
- «Авалон»/Avalon, США (реж. Барри Левинсон)
- «Белый охотник, чёрное сердце»/White Hunter Black Heart, США (реж. Клинт Иствуд)
- «Блюз о лучшей жизни»/Mo' Better Blues, США (реж. Спайк Ли)
- «Быстрые перемены»/Quick Change, США (реж. Билл Мюррей)
- «Ведьмы»/The Witches, США (реж. Николас Джек Роуг)
- «Вид на жительство»/Green Card, Франция-Австралия-США (реж. Питер Уир)
- «Внутреннее расследование»/Internal Affairs, США (реж. Майк Фиггис)
- «Вспомнить всё»/Total Recall, США (реж. Пол Верховен)
- «Гавана»/Havana, США (реж. Сидни Поллак)
- «Гамлет»/Hamlet, Великобритания (реж. Франко Дзеффирелли)
- «Голос луны»/La Voce Della Luna, Италия-Франция (реж. Федерико Феллини)
- «Два Джейка»/The Two Jakes, США (реж. Джек Николсон)
- «Два злобных взгляда»/Due Occhi Diabolici, США-Италия (реж. Джордж Ромеро и Дарио Ардженто)
- «Девушка со спичечной фабрики»/Tulitikkutehtaan tyttö, Финляндия-Швеция (реж. Аки Каурисмяки)
- «Детсадовский полицейский»/Kindergarten Cop, США (реж. Айван Райтман)
- «Дик Трэйси»/Dick Tracy, США (реж. Уоррен Битти)
- «Дикая орхидея»/Wild Orchid, США (реж. Залман Кинг)
- «Дикие сердцем»/Wild At Heart, США (реж. Дэвид Линч)
- «Дни грома»/Days of Thunder, США (реж. Энтони Д. Л. Скотт)
- «Доверие»/Trust, США (реж. Хэл Хартли)
- «Другие сорок восемь часов»/Another 48 HRS., США (реж. Уолтер Хилл)
- «За завесой секретности»/Hidden Agenda, Великобритания-Ирландия (реж. Кен Лоуч)
- «Запретный танец»/The Forbidden Dance, США (реж. Грейдон Кларк)
- «Игра с огнём»/The Hot Spot, США (реж. Деннис Хоппер)
- «Изнанка судьбы»/Reversal Of Fortune, США (реж. Барбет Шрёдер)
- «Кидалы»/The Grifters, США (реж. Стивен Фрирз)
- «Колодец и маятник»/The Pit And The Pendulum, США (реж. Стюарт Гордон)
- «Коматозники»/Flatliners, США (реж. Джоэл Шумахер)
- «Король Нью-Йорка»/King Of New York, США-Италия (реж. Абель Феррара)
- «Костёр тщеславия»/The Bonfire of the Vanities, США (реж. Брайан Де Пальма)
- «Кошмарный концерт»/Un Gatto Nel Cervello, Италия (реж. Лучо Фульчи)
- «Красотка»/Pretty Woman, США (реж. Гарри Маршалл)
- «Креветка на сковородке»/The Shrimp On The Barbie, США (реж. Алан Смити)
- «Крепкий орешек 2»/Die Hard 2, США (реж. Ренни Харлин)
- «Крёстный отец. Часть III»/The Godfather: Part III, США (реж. Фрэнсис Форд Коппола)
- «Ламбада»/Lambada, США (реж. Джоэл Силберг)
- «Луна-44»/Moon 44, Германия (реж. Роланд Эммерих)
- «Мадо, до востребования»/Mado, Poste Restante, Франция (реж. Александр Адабашьян)
- «Мастер и Маргарита»/Mistrz I Małgorzata, Польша (реж. Мацей Войтышко)
- «Месть»/Revenge, США (реж. Энтони Д. Л. Скотт)
- «Милу в мае»/Milou en mai, Франция-Италия (реж. Луи Маль)
- «Мистер и миссис Бридж»/Mr. & Mrs. Bridge, США (реж. Джеймс Айвори)
- «Муж парикмахерши»/Le Mari De La Coiffeuse, Франция (реж. Патрис Леконт)
- «Назад в будущее 3»/Back To The Future 3, США (реж. Роберт Земекис)
- «Никита»/Nikita, Франция-Италия (реж. Люк Бессон)
- «Новичок»/The Rookie, США (реж. Клинт Иствуд)
- «Ностальгия по папочке»/Daddy Nostalgie, Франция (реж. Бертран Тавернье)
- «Ночной народ»/Nightbreed, США (реж. Клайв Баркер)
- «Ночь живых мертвецов»/Night of the Living Dead, США (реж. Том Савини)
- «Один дома»/Home Alone, США (реж. Крис Коламбус)
- «Оно»/The it, США (реж. Томми Ли Уоллес)
- «Опекун»/The Guardian, США (реж. Уильям Фридкин)
- «Открытки с края бездны»/Postcards From The Edge, США (реж. Майк Николс)
- "Охота за «Красным октябрём»/The Hunt for Red October, США (реж. Джон Мактирнан)
- «Паприка»/Paprika, Италия (реж. Тинто Брасс)
- «Парень со странностями»/Far Out Man, США (реж. Томми Чонг)
- «Перекрёсток Миллера»/Miller’s Crossing, США (реж. Братья Коен)
- «Погребённые заживо»/Buried Alive, США (реж. Фрэнк Дарабонт)
- «Под покровом небес» / The Sheltering Sky, Великобритания-Италия (режиссёр Бернардо Бертолуччи)
- «Посмотри на рай»/Come See The Paradise, США (реж. Алан Паркер)
- «Презумпция невиновности»/Presumed Innocent, США (реж. Алан Пакула)
- «Привидение»/Ghost, США (реж. Джерри Цукер)
- «Призрак в опере»/The Phantom Of The Opera, Великобритания-США (реж. Тони Ричардсон)
- «Птичка на проводе»/Bird on a Wire, США (реж. Джон Бэдэм)
- «Пуля в голове»/喋血街頭, Гонконг (реж. Джон Ву)
- «Район „Пасифик хайтс“»/Pacific Heights, США (реж. Джон Шлезингер)
- «Розенкранц и Гильденстерн мертвы»/Rosencrantz & Guildenstern Are Dead, Великобритания-Югославия (реж. Том Стоппард)
- «Сад»/The Garden, Великобритания-Германия-Япония (реж. Дерек Джармен)
- «Самопроизвольное возгорание»/Spontaneous Combustion, США (реж. Тоуб Хупер)
- «Свяжи меня!»/¡Átame!, Испания (реж. Педро Альмодовар)
- «Сдвиг по фазе»/Loose Cannons, США (реж. Боб Кларк)
- «Секс и перестройка»/Sex et perestroïka, Франция (реж. Франсис Леруа, Франсуа Жуффа)
- «Сержант Кабукимен из нью-йоркской полиции»/Sgt. Kabukiman N.Y.P.D., США (реж. Ллойд Кауфман)
- «Славные парни»/Goodfellas, США (реж. Мартин Скорсезе)
- «Случайные потрясения»/Opportunity Knocks, США (реж. Дональд Петри)
- «Смерти вопреки»/Hard To Kill, США (реж. Брюс Малмут)
- «Сны»/夢, Япония (реж. Акира Куросава)
- «Спонтанное возгорание»/Spontaneous Combustion, США (реж. Тоуб Хупер)
- «Танцы с волками»/Dances With Wolves, США (реж. Кевин Костнер)
- «Точка кипения»/3-4×10月, Япония (реж. Такэси Китано)
- «Тяжело умирать»/Hard To Die, США (реж. Джим Уайнорски)
- «У всех всё в порядке»/Stanno Tutti Bene, Италия-Франция (реж. Джузеппе Торнаторе)
- «Узкая грань»/Narrow Margin, США (реж. Питер Хайамс)
- «Улицы»/Streets, США (реж. Кэтт Ши)
- «Уран»/Uranus, Франция (реж. Клод Берри)
- «Фантоцци берёт реванш»/Fantozzi alla riscosa, Италия (реж. Нери Паренти)
- «Франкенштейн восстал»/Frankenstein Unbound, США-Италия (реж. Роджер Корман)
- «Часы отчаяния»/Desperate Hours, США (реж. Майкл Чимино)
- «Человек тьмы»/Darkman, США (реж. Сэм Рэйми)
- « Черепашки Ниндзя: Вместе против Шреддера»/Teenage Mutant Ninja Turtles, США (реж. Стив Бэррон)
- «Эдвард Руки-ножницы»/Edward Scissorhands, США (реж. Тим Бёртон)
- «Элис»/Alice, США (реж. Вуди Аллен)
- «Этой ночью я опасна»/I’m Dangerous Tonight, США (реж. Тоуб Хупер)
- «Я нанял убийцу»/I Hired a Contract Killer, Финляндия (реж. Аки Каурисмяки)

### Советское кино

#### Фильмы Азербайджанской ССР
- День казни (реж. Гюльбениз Азимзаде).
- Ловушка (реж. Расим Исмайлов).
- Не влезай, убьёт! (реж. Джахангир Мехтиев).

##### Фильмы БССР
- «Вечный муж», (реж. Евгений Марковский)
- «Всё впереди», (реж. Николай Бурляев)
- «Наш человек в Сан-Ремо», (реж. Александр Ефремов)
- «Плач перепёлки»
- «Прости нас, мачеха Россия»
- «Человек из чёрной „Волги“», (реж. Николай Лукьянов)

##### Фильмы Грузинской ССР
- «Белые флаги», (реж. Григорий Лордкипанидзе)
- «Осада», (реж. Омари Гвасалия)
- «Приближение», (реж. Александр Рехвиашвили)
- «Спираль», (реж. Гиули Чохонелидзе)
- «Турандот», (реж. Отар Шаматава)
- «Яков, сын Сталина», (реж. Абашидзе, Деви Константинович)

##### Фильмы РСФСР
- «Анекдоты», (реж. Виктор Титов)
- «Бабник», (реж. Анатолий Эйрамджан)
- «Бакенбарды», (реж. Юрий Мамин)
- «Бля», (реж. Ефим Гальперин); переименован в Сэнит зон.
- «Взбесившийся автобус», (реж. Георгий Натансон)
- «Враг народа — Бухарин», (реж. Леонид Марягин)
- «Дамский портной», (реж. Леонид Горовец)
- «Делай — раз!», (реж. Андрей Малюков)
- «Духов день», (реж. Сергей Сельянов)
- «Еврейское счастье», (реж. Виталий Манский)
- «Зверобой», (реж. Андрей Ростоцкий)
- «Зимняя вишня — 2», (реж. Игорь Масленников)
- «Ловушка для одинокого мужчины», (реж. Алексей Коренев)
- «Мистификатор», (реж. Ян Михайлов)
- «Моя морячка», (реж. Анатолий Эйрамджан)
- «Нет чужой земли», (реж. Барас Халзанов)
- «По прозвищу „Зверь“», (реж. Александр Муратов)
- «Ребро Адама», (реж. Вячеслав Криштофович)
- «Рой», (реж. Владимир Хотиненко)
- «Сестрички Либерти», (реж. Владимир Грамматиков)
- «Собачий пир», (реж. Леонид Менакер)
- «Сто дней до приказа», (реж. Хусейн Эркенов)
- «Танк „Клим Ворошилов-2“», (реж. Игорь Шешуков)
- «Шапка», (реж. Константин Воинов)
- «Я объявляю вам войну», (реж. Ярополк Лапшин)

##### Фильмы совместных производителей

###### Двух и более киностудий и двух союзных республик
- «Адвокат» («Убийство на Монастырских прудах»), (реж. Искандер Хамраев)
- «Облако-рай» (реж. Николай Досталь)
- «Палач», (реж. Виктор Сергеев)

###### Двух стран
- «Автостоп», (реж. Никита Михалков)
- «Битва трёх королей», (реж. Сухейль Бен Барка и Учкун Назаров)
- «Десять лет без права переписки», (реж. Владимир Наумов)
- «Дураки умирают по пятницам», (реж. Рудольф Фрунтов; совм. с Болгарией)
- «Мать», (реж. Глеб Панфилов)
- «Николай Вавилов», (реж. Александр Прошкин)
- «Паспорт», (реж. Георгий Данелия)
- «Такси-блюз», (реж. Павел Лунгин)
- «Царская охота», (реж. Виталий Мельников)
- «Чернов/Chernov» (реж. Сергей Юрский)

##### Фильмы УССР
- «Гамбринус», (реж. Дмитрий Месхиев-младший)
- «Дрянь», (реж. Анатолий Иванов)
- «Имитатор», (реж. Олег Фиалко)
- «Морской волк», (реж. Игорь Апасян)
- «Сукины дети», (реж. Леонид Филатов)

#### Документальное кино
- «Так жить нельзя», (реж. Станислав Говорухин)

## Персоналии

### Скончались
- 6 января — Ганс Ярай, австрийский писатель, певец, актёр театра и кино.
- 25 января — Ава Гарднер, американская актриса.
- 8 февраля — Каталин Каради, венгерская актриса и певица.
- 15 апреля — Грета Гарбо, шведская и американская актриса.
- 19 апреля — Сергей Филиппов, советский актёр.
- 27 мая — Инна Гулая, советская актриса.
- 12 июня — Николай Граббе, советский киноактёр.
- 19 июля — Георгий Бурков, советский актёр театра и кино, кинорежиссёр, заслуженный артист СССР (1980).
- 21 июля — Сергей Параджанов, советский кинорежиссёр и сценарист.
- 8 сентября — Борис Тенин, советский актёр театра и кино.
- 15 октября — Дельфин Сейриг, французская актриса.
- 17 октября — Эмми Юркка, финская актриса театра и кино, режиссёр.
- 22 октября — Николай Рыбников, советский актёр, народный артист СССР (1981).
- 25 октября — Вернер Бергман, немецкий кинооператор.
- 27 октября — Уго Тоньяцци, итальянский актёр, кинорежиссёр.
- 14 ноября — Леонид Трауберг, советский кинорежиссёр и сценарист.